# Scratch the Surface
Scratch the Surface è il terzo album di studio del gruppo hardcore punk statunitense Sick of It All. Pubblicato nel 1994, è il primo del gruppo con una major, la Eastwest Records della WEA.
Nonostante non sia entrato in nessuna delle maggiori classifiche, Scratch the Surface è diventato il disco di maggior successo dei Sick of It All. Dall'album sono stati pubblicati come singoli Scratch the Surface e Step Down, il cui video appare nella puntata di Beavis and Butt-head Premature Evacuation.

## Tracce
1. No Cure – 2:58
2. Insurrection – 1:50
3. Consume – 3:42
4. Who Sets the Rules – 2:45
5. Goatless – 1:21
6. Step Down – 3:15
7. Maladjusted – 2:25
8. Scratch the Surface – 2:51
9. Free Spirit – 1:53
10. Force My Hand – 2:28
11. Desperate Fool – 1:52
12. Return to Reality – 2:43
13. Farm Team – 2:22
14. Cease Fire – 2:58

## Formazione
- Lou Koller - voce
- Pete Koller - chitarra
- Craig Setari - basso
- Armand Majidi - batteria